# LifeNews
LifeNews (ros. Лайф) – rosyjska e-gazeta typu tabloid. Założycielem jest dziennikarz Aram Gabrielanow. Redaktorem naczelnym jest Tatjana Dieniesiuk (ros. Татьяна Денесюк). Siedziba gazety mieści się w Moskwie.